# San Marino régenskapitányainak listája 1701–1900
San Marino régenskapitányainak (Capitani Reggenti) listája 1700 és 1900 között.
| Év   | Szemeszter | Régenskapitány                                                             | Régenskapitány                                                                   |
| ---- | ---------- | -------------------------------------------------------------------------- | -------------------------------------------------------------------------------- |
| 1701 | április    | Alfonso Tosini                                                             | Francesco Moracci                                                                |
| 1701 | október    | Giuliano Belluzzi                                                          | Lorenzo Giangi                                                                   |
| 1702 | április    | Giuseppe Loli                                                              | Melchiorre Martelli                                                              |
| 1702 | október    | Giovanni Antonio Belluzzi                                                  | Gaspare Calbini                                                                  |
| 1703 | április    | Bernardino Leonardelli                                                     | Giovanni Antonio Fattori                                                         |
| 1703 | október    | Onofrio Onofri                                                             | Baldassarre Tini                                                                 |
| 1704 | április    | Ottavio Leonardelli                                                        | Pietro Francini                                                                  |
| 1704 | október    | Giambattista Tosini                                                        | Tommaso Ceccoli                                                                  |
| 1705 | április    | Gian Giacomo Angeli                                                        | Lorenzo Giangi                                                                   |
| 1705 | október    | Giuseppe Loli                                                              | Melchiorre Martelli                                                              |
| 1706 | április    | Giovanni Cionini                                                           | Gaspare Calbini                                                                  |
| 1706 | október    | Francesco Maccioni                                                         | Giambattista Ceccoli                                                             |
| 1707 | április    | Onofrio Onofri                                                             | Giuseppe Zampini                                                                 |
| 1707 | október    | Federico Gozi                                                              | Francesco Moracci                                                                |
| 1708 | április    | Giuliano Belluzzi                                                          | Tommaso Ceccoli                                                                  |
| 1708 | október    | Marino Enea Bonelli                                                        | Baldassarre Tini                                                                 |
| 1709 | április    | Gian Giacomo Angeli                                                        | Francesco Giangi                                                                 |
| 1709 | október    | Giovanni Antonio Belluzzi                                                  | Giovanni Antonio Fattori                                                         |
| 1710 | április    | Giovanni Cionini                                                           | Melchiorre Martelli                                                              |
| 1710 | október    | Francesco Maccioni                                                         | Pietro Francini                                                                  |
| 1711 | április    | Giuseppe Loli                                                              | Girolamo Martelli                                                                |
| 1711 | október    | Federico Gozi                                                              | Giuseppe Zampini                                                                 |
| 1712 | április    | Onofrio Onofri                                                             | Giovanni Martelli                                                                |
| 1712 | október    | Gian Giacomo Angeli                                                        | Bartolomeo Bedetti                                                               |
| 1713 | április    | Giovanni Antonio Belluzzi                                                  | Giovanni Antonio Fattori                                                         |
| 1713 | október    | Giuliano Belluzzi                                                          | Tommaso Ceccoli                                                                  |
| 1714 | április    | Giuseppe Onofri                                                            | Lorenzo Giangi                                                                   |
| 1714 | október    | Giuseppe Loli                                                              | Pietro Francini                                                                  |
| 1715 | április    | Giovanni Paolo Valloni                                                     | Giuseppe Zampini                                                                 |
| 1715 | október    | Bernardino Leonardelli                                                     | Marino Enea Bonelli                                                              |
| 1716 | április    | Gian Giacomo Angeli                                                        | Giovanni Martelli                                                                |
| 1716 | október    | Francesco Maria Belluzzi                                                   | Bartolomeo Bedetti                                                               |
| 1717 | április    | Federico Gozi                                                              | Girolamo Martelli                                                                |
| 1717 | október    | Ottavio Leonardelli                                                        | Francesco Giangi                                                                 |
| 1718 | április    | Giuliano Belluzzi                                                          | Marino Beni                                                                      |
| 1718 | október    | Tranquillo Manenti Belluzzi                                                | Tommaso Ceccoli                                                                  |
| 1719 | április    | Giovanni Paolo Valloni                                                     | Baldassarre Tini (died during his term, replaced by Francesco Moracci)           |
| 1719 | október    | Gian Giacomo Angeli                                                        | Lorenzo Giangi                                                                   |
| 1720 | április    | Benedetto Belluzzi                                                         | Giovanni Martelli                                                                |
| 1720 | október    | Marino Enea Bonelli                                                        | Bartolomeo Bedetti                                                               |
| 1721 | április    | Federico Gozi                                                              | Girolamo Martelli                                                                |
| 1721 | október    | Bernardino Leonardelli                                                     | Francesco Giangi                                                                 |
| 1722 | április    | Francesco Maria Belluzzi                                                   | Marino Beni                                                                      |
| 1722 | október    | Valerio Maccioni                                                           | Pier Antonio Ugolini                                                             |
| 1723 | április    | Giuseppe Onofri                                                            | Tommaso Ceccoli                                                                  |
| 1723 | október    | Pietro Loli                                                                | Giovanni Martelli                                                                |
| 1724 | április    | Giovanni Paolo Valloni                                                     | Biagio Antonio Martelli                                                          |
| 1724 | október    | Marino Enea Bonelli                                                        | Bartolomeo Bedetti                                                               |
| 1725 | április    | Gian Giacomo Angeli                                                        | Lorenzo Giangi                                                                   |
| 1725 | október    | Federico Gozi                                                              | Marino Beni                                                                      |
| 1726 | április    | Tranquillo Manenti Belluzzi                                                | Girolamo Martelli                                                                |
| 1726 | október    | Valerio Maccioni                                                           | Pier Antonio Ugolini                                                             |
| 1727 | április    | Giuseppe Onofri                                                            | Tommaso Ceccoli                                                                  |
| 1727 | október    | Gentile Maria Maggio                                                       | Giovanni Martelli                                                                |
| 1728 | április    | Francesco Maria Belluzzi                                                   | Biagio Antonio Martelli                                                          |
| 1728 | október    | Marino Enea Bonelli                                                        | Bernardino Capicchioni                                                           |
| 1729 | április    | Giovanni Paolo Valloni                                                     | Francesco Giangi                                                                 |
| 1729 | október    | Gian Giacomo Angeli                                                        | Giovanni Andrea Beni                                                             |
| 1730 | április    | Valerio Maccioni                                                           | Pier Antonio Ugolini                                                             |
| 1730 | október    | Tranquillo Manenti Belluzzi                                                | Girolamo Martelli                                                                |
| 1731 | április    | Giuseppe Onofri                                                            | Lodovico Anatucci                                                                |
| 1731 | október    | Giovanni Antonio Leonardelli                                               | Bartolomeo Bedetti                                                               |
| 1732 | április    | Giovanni Benedetto Belluzzi                                                | Giovanni Martelli                                                                |
| 1732 | október    | Valerio Maccioni                                                           | Vincenzo Moracci                                                                 |
| 1733 | április    | Francesco Maria Belluzzi                                                   | Giovanni Maria Giangi                                                            |
| 1733 | október    | Giovanni Paolo Valloni                                                     | Giovanni Maria Beni                                                              |
| 1734 | április    | Marino Enea Bonelli                                                        | Tommaso Capicchioni                                                              |
| 1734 | október    | Giuseppe Onofri                                                            | Lodovico Anatucci                                                                |
| 1735 | április    | Tranquillo Manenti Belluzzi                                                | Biagio Antonio Martelli                                                          |
| 1735 | október    | Federico Tosini                                                            | Pier Antonio Ugolini                                                             |
| 1736 | április    | Gian Giacomo Angeli                                                        | Girolamo Martelli                                                                |
| 1736 | október    | Francesco Maria Belluzzi                                                   | Giovanni Maria Giangi                                                            |
| 1737 | április    | Valerio Maccioni                                                           | Vincenzo Moracci                                                                 |
| 1737 | október    | Filippo Manenti Belluzzi                                                   | Giuliano Malpeli                                                                 |
| 1738 | április    | Giuseppe Onofri                                                            | Giovanni Maria Beni                                                              |
| 1738 | október    | Giovanni Antonio Leonardelli                                               | Giovanni Martelli                                                                |
| 1739 | április    | Giovanni Benedetto Belluzzi                                                | Biagio Antonio Martelli                                                          |
| 1739 | október    | Gian Giacomo Angeli                                                        | Alfonso Giangi                                                                   |
| 1739 | end Oct.   | Gaspare Fogli, gonfalonier (during Cardinal Giulio Alberoni's invasion)    | Gaspare Fogli, gonfalonier (during Cardinal Giulio Alberoni's invasion)          |
| 1740 | Feb. 5     | Marino Enea Bonelli                                                        | Alfonso Giangi                                                                   |
| 1740 | október    | Giuseppe Onofri                                                            | Vincenzo Moracci                                                                 |
| 1741 | április    | Giovanni Maria Giangi                                                      | Marino Tini                                                                      |
| 1741 | október    | Lodovico Belluzzi                                                          | Pier Antonio Ugolini                                                             |
| 1742 | április    | Girolamo Gozi                                                              | Giovanni Martelli                                                                |
| 1742 | október    | Biagio Antonio Martelli                                                    | Domenico Bertoni                                                                 |
| 1743 | április    | Filippo Manenti Belluzzi                                                   | Filippo Fabbrini                                                                 |
| 1743 | október    | Giacomo Begni                                                              | Francesco Antonio Righi                                                          |
| 1744 | április    | Giuseppe Onofri                                                            | Alfonso Giangi                                                                   |
| 1744 | október    | Giovanni Maria Giangi                                                      | Vincenzo Moracci                                                                 |
| 1745 | április    | Giambattista Zampini                                                       | Pompeo Zoli                                                                      |
| 1745 | október    | Girolamo Gozi                                                              | Tommaso Capicchioni                                                              |
| 1746 | április    | Lodovico Belluzzi                                                          | Marc' Antonio Tassini                                                            |
| 1746 | október    | Filippo Manenti Belluzzi                                                   | Domenico Bertoni                                                                 |
| 1747 | április    | Giacomo Begni                                                              | Ottavio Fazzini                                                                  |
| 1747 | október    | Biagio Antonio Martelli                                                    | Giovanni Martelli                                                                |
| 1748 | április    | Giovanni Marino Giangi                                                     | Francesco Antonio Righi                                                          |
| 1748 | október    | Costantino Bonelli                                                         | Pompeo Zoli                                                                      |
| 1749 | április    | Giuseppe Onofri                                                            | Vincenzo Moracci                                                                 |
| 1749 | október    | Lodovico Belluzzi                                                          | Marc' Antonio Tassini                                                            |
| 1750 | április    | Filippo Manenti Belluzzi                                                   | Pier Antonio Ugolini                                                             |
| 1750 | október    | Giovanni Antonio Leonardelli                                               | Alfonso Giangi                                                                   |
| 1751 | április    | Aurelio Valloni                                                            | Filippo Fabbrini                                                                 |
| 1751 | október    | Giovanni Maria Giangi                                                      | Marino Tini                                                                      |
| 1752 | április    | Giacomo Begni                                                              | Pompeo Zoli                                                                      |
| 1752 | október    | Costantino Bonelli                                                         | Giovanni Martelli                                                                |
| 1753 | április    | Giuseppe Onofri                                                            | Giuseppe Franzoni                                                                |
| 1753 | október    | Filippo Manenti Belluzzi                                                   | Marc' Antonio Tassini                                                            |
| 1754 | április    | Girolamo Gozi                                                              | Vincenzo Moracci                                                                 |
| 1754 | október    | Francesco Maccioni                                                         | Ottavio Fazzini                                                                  |
| 1755 | április    | Biagio Antonio Martelli                                                    | Giuseppe Bertoni                                                                 |
| 1755 | október    | Giacomo Begni                                                              | Paolo Tini                                                                       |
| 1756 | április    | Marino Belluzzi                                                            | Francesco Casali                                                                 |
| 1756 | október    | Giovanni Beni                                                              | Francesco Antonio Righi                                                          |
| 1757 | április    | Giambattista Angeli                                                        | Marc' Antonio Tassini                                                            |
| 1757 | október    | Filippo Manenti Belluzzi                                                   | Antonio Capicchioni                                                              |
| 1758 | április    | Lodovico Belluzzi                                                          | Marino Tini                                                                      |
| 1758 | október    | Giovanni Maria Giangi                                                      | Giuseppe Franzoni                                                                |
| 1759 | április    | Giacomo Begni                                                              | Pompeo Zoli                                                                      |
| 1759 | október    | Giovanni Antonio Leonardelli                                               | Filippo Fazzini                                                                  |
| 1760 | április    | Aurelio Valloni                                                            | Francesco Antonio Righi                                                          |
| 1760 | október    | Giambattista Angeli                                                        | Giovanni Pietro Martelli                                                         |
| 1761 | április    | Francesco Maccioni                                                         | Marino Martelli                                                                  |
| 1761 | október    | Filippo Manenti                                                            | Marc' Antonio Tassini                                                            |
| 1762 | április    | Giovanni Maria Giangi                                                      | Giuseppe Bertoni                                                                 |
| 1762 | október    | Giambattista Zampini                                                       | Pompeo Zoli                                                                      |
| 1763 | április    | Giambattista Bonelli                                                       | Filippo Fazzini                                                                  |
| 1763 | október    | Girolamo Gozi                                                              | Paolo Tini                                                                       |
| 1764 | április    | Giambattista Angeli                                                        | Antonio Capicchioni                                                              |
| 1764 | október    | Giovanni Antonio Leonardelli                                               | Marino Martelli                                                                  |
| 1765 | április    | Filippo Manenti                                                            | Marc' Antonio Tassini                                                            |
| 1765 | október    | Francesco Begni                                                            | Francesco Benedetti                                                              |
| 1766 | április    | Filippo Belluzzi                                                           | Pompeo Zoli                                                                      |
| 1766 | október    | Giuseppe Giannini                                                          | Giuseppe Franzoni                                                                |
| 1767 | április    | Francesco Maccioni                                                         | Filippo Fazzini                                                                  |
| 1767 | október    | Giambattista Angeli                                                        | Giuseppe Bertoni                                                                 |
| 1768 | április    | Giuliano Gozi                                                              | Francesco Casali                                                                 |
| 1768 | október    | Costantino Bonelli                                                         | Giovanni Antonio Malpeli                                                         |
| 1769 | április    | Baldassarre Giangi                                                         | Marc' Antonio Tassini                                                            |
| 1769 | október    | Filippo Manenti                                                            | Francesco Antonio Casali                                                         |
| 1770 | április    | Gaetano Belluzzi                                                           | Pompeo Zoli                                                                      |
| 1770 | október    | Giuseppe Giannini                                                          | Antonio Capicchioni                                                              |
| 1771 | április    | Giambattista Angeli                                                        | Filippo Fazzini                                                                  |
| 1771 | október    | Giuliano Gozi                                                              | Angelo Ortolani                                                                  |
| 1772 | április    | Sebastiano Onofri                                                          | Giuseppe Bertoni                                                                 |
| 1772 | október    | Baldassarre Giangi                                                         | Francesco di Livio Casali                                                        |
| 1773 | április    | Costantino Bonelli                                                         | Giovanni Antonio Malpeli                                                         |
| 1773 | október    | Francesco Manenti                                                          | Pompeo Zoli                                                                      |
| 1774 | április    | Gaetano Belluzzi                                                           | Antonio Capicchioni                                                              |
| 1774 | október    | Giuliano Belluzzi                                                          | Francesco Antonio Casali                                                         |
| 1775 | április    | Giuliano Gozi                                                              | Angelo Ortolani                                                                  |
| 1775 | október    | Giambattista Angeli                                                        | Girolamo Paoloni                                                                 |
| 1776 | április    | Giuseppe Giannini                                                          | Antimo Meloni                                                                    |
| 1776 | október    | Francesco Onofri                                                           | Francesco di Livio Casali                                                        |
| 1777 | április    | Costantino Bonelli                                                         | Francesco Moracci                                                                |
| 1777 | október    | Pier Antonio Leonardelli                                                   | Giovanni Antonio Malpeli                                                         |
| 1778 | április    | Baldassarre Giangi                                                         | Francesco Antonio Casali (died during his term, replaced by Alessandro Martelli) |
| 1778 | október    | Giambattista Bonelli                                                       | Pier Francesco Meloni                                                            |
| 1779 | április    | Giuliano Gozi                                                              | Angelo Ortolani                                                                  |
| 1779 | október    | Filippo Belluzzi                                                           | Pompeo Zoli                                                                      |
| 1780 | április    | Francesco Manenti                                                          | Antonio Capicchioni                                                              |
| 1780 | október    | Costantino Bonelli                                                         | Francesco di Livio Casali                                                        |
| 1781 | április    | Pier Antonio Leonardelli                                                   | Girolamo Paoloni                                                                 |
| 1781 | október    | Baldassarre Giangi                                                         | Giovanni Antonio Malpeli                                                         |
| 1782 | április    | Giambattista Bonelli                                                       | Antimo Meloni                                                                    |
| 1782 | október    | Giuseppe Giannini                                                          | Francesco Malpeli                                                                |
| 1783 | április    | Francesco Begni                                                            | Pompeo Zoli                                                                      |
| 1783 | október    | Giuliano Gozi                                                              | Pier Francesco Vita                                                              |
| 1784 | április    | Giambattista Zampini                                                       | Angelo Ortolani                                                                  |
| 1784 | október    | Francesco Manenti                                                          | Marino Francesconi                                                               |
| 1785 | április    | Marino Giangi                                                              | Giovanni Antonio Malpeli                                                         |
| 1785 | október    | Pier Antonio Leonardelli                                                   | Girolamo Paoloni                                                                 |
| 1786 | április    | Giambattista Bonelli                                                       | Matteo Martelli                                                                  |
| 1786 | október    | Giuliano Gozi                                                              | Francesco Faetani                                                                |
| 1787 | április    | Giuliano Gozi                                                              | Francesco Faetani                                                                |
| 1787 | október    | Francesco Onofri                                                           | Francesco Tini                                                                   |
| 1788 | április    | Giambattista Bonelli                                                       | Giovanni Filippi                                                                 |
| 1788 | október    | Francesco Begni                                                            | Filippo Fazzini                                                                  |
| 1789 | április    | Giuliano Belluzzi                                                          | Silvestro Masi                                                                   |
| 1789 | október    | Marino Giangi                                                              | Francesco Belzoppi                                                               |
| 1790 | április    | Mariano Begni                                                              | Matteo Martelli                                                                  |
| 1790 | október    | Filippo Belluzzi                                                           | Antonio Capicchioni                                                              |
| 1791 | április    | Francesco Giannini                                                         | Antimo Meloni                                                                    |
| 1791 | október    | Antonio Onofri                                                             | Girolamo Paoloni                                                                 |
| 1792 | április    | Giuliano Gozi                                                              | Giovanni Filippi                                                                 |
| 1792 | október    | Giambattista Bonelli                                                       | Marino Francesconi                                                               |
| 1793 | április    | Giuliano Belluzzi                                                          | Marino Tassini                                                                   |
| 1793 | október    | Marino Giangi                                                              | Felice Caroti                                                                    |
| 1794 | április    | Marino Begni                                                               | Antonio Capicchioni                                                              |
| 1794 | október    | Filippo Belluzzi                                                           | Pier Vincenzo Giannini                                                           |
| 1795 | április    | Giuseppe Mercuri                                                           | Angelo Ortolani                                                                  |
| 1795 | október    | Francesco Giannini                                                         | Livio Casali                                                                     |
| 1796 | április    | Giuliano Gozi                                                              | Matteo Martelli                                                                  |
| 1796 | október    | Antonio Onofri                                                             | Marino Francesconi                                                               |
| 1797 | április    | Giuliano Belluzzi                                                          | Girolamo Paoloni                                                                 |
| 1797 | október    | Annibale Gozi                                                              | Antonio Capicchioni                                                              |
| 1798 | április    | Marino Begni                                                               | Alessandro Righi                                                                 |
| 1798 | október    | Marino Giangi                                                              | Vincenzo Belzoppi                                                                |
| 1799 | április    | Francesco Giannini                                                         | Pietro Zoli                                                                      |
| 1799 | október    | Camillo Bonelli                                                            | Livio Casali                                                                     |
| 1800 | április    | Francesco Faetani                                                          | Matteo Martelli                                                                  |
| 1800 | október    | Giuseppe Mercuri                                                           | Pier Vincenzo Giannini                                                           |
| 1801 | április    | Giuliano Belluzzi                                                          | Marino Bertoni                                                                   |
| 1801 | október    | Mariano Begni                                                              | Antonio Capicchioni                                                              |
| 1802 | április    | Filippo Belluzzi                                                           | Marino Tassini                                                                   |
| 1802 | október    | Annibale Gozi                                                              | Giovanni Filippi                                                                 |
| 1803 | április    | Camillo Bonelli                                                            | Livio Casali                                                                     |
| 1803 | október    | Antonio Onofri                                                             | Marino Francesconi                                                               |
| 1804 | április    | Marino Belluzzi                                                            | Matteo Martelli                                                                  |
| 1804 | október    | Francesco Giannini                                                         | Giuseppe Righi                                                                   |
| 1805 | április    | Francesco Maria Belluzzi                                                   | Antonio Capicchioni                                                              |
| 1805 | október    | Mariano Begni                                                              | Giovanni Malpeli                                                                 |
| 1806 | április    | Giuseppe Mercuri                                                           | Marino Tassini                                                                   |
| 1806 | október    | Alessandro Righi                                                           | Pietro Berti                                                                     |
| 1807 | április    | Antonio Onofri                                                             | Marino Francesconi                                                               |
| 1807 | október    | Camillo Bonelli                                                            | Livio Casali                                                                     |
| 1808 | április    | Marino Giangi                                                              | Matteo Martelli                                                                  |
| 1808 | október    | Federico Gozi                                                              | Pier Antonio Damiani                                                             |
| 1809 | április    | Francesco Giannini                                                         | Vincenzo Belzoppi                                                                |
| 1809 | október    | Mariano Begni                                                              | Giovanni Malpeli                                                                 |
| 1810 | április    | Lodovico Belluzzi                                                          | Maria Giuseppe Malpeli                                                           |
| 1810 | október    | Antonio Onofri                                                             | Marino Francesconi                                                               |
| 1811 | április    | Francesco Maria Belluzzi                                                   | Marino Bertoni                                                                   |
| 1811 | október    | Giuseppe Mercuri                                                           | Pier Vincenzo Giannini                                                           |
| 1812 | április    | Camillo Bonelli                                                            | Livio Casali                                                                     |
| 1812 | október    | Francesco Giannini                                                         | Pietro Zoli                                                                      |
| 1813 | április    | Marino Belluzzi                                                            | Pier Antonio Damiani                                                             |
| 1813 | október    | Mariano Begni                                                              | Giovanni Malpeli                                                                 |
| 1814 | április    | Federico Gozi                                                              | Andrea Albertini                                                                 |
| 1814 | október    | Lodovico Belluzzi                                                          | Maria Giuseppe Malpeli                                                           |
| 1815 | április    | Giuseppe Mercuri                                                           | Pier Vincenzo Giannini                                                           |
| 1815 | október    | Francesco Maria Belluzzi                                                   | Filippo Filippi                                                                  |
| 1816 | április    | Camillo Bonelli                                                            | Pietro Berti                                                                     |
| 1816 | október    | Luigi Giannini                                                             | Matteo Martelli                                                                  |
| 1817 | április    | Antonio Onofri                                                             | Pietro Zoli                                                                      |
| 1817 | október    | Federico Gozi                                                              | Vincenzo Belzoppi                                                                |
| 1818 | április    | Giuliano Malpeli                                                           | Livio Casali                                                                     |
| 1818 | október    | Mariano Begni                                                              | Giovanni Malpeli                                                                 |
| 1819 | április    | Giuseppe Mercuri                                                           | Andrea Albertini                                                                 |
| 1819 | október    | Francesco Maria Belluzzi                                                   | Filippo Filippi                                                                  |
| 1820 | április    | Luigi Giannini                                                             | Matteo Martelli                                                                  |
| 1820 | október    | Camillo Bonelli                                                            | Marino Berti                                                                     |
| 1821 | április    | Antonio Onofri                                                             | Pier Vincenzo Giannini                                                           |
| 1821 | október    | Giuliano Malpeli                                                           | Pietro Berti                                                                     |
| 1822 | április    | Federico Gozi                                                              | Francesco Guidi Giangi                                                           |
| 1822 | október    | Mariano Begni                                                              | Giovanni Malpeli                                                                 |
| 1823 | április    | Giuseppe Mercuri                                                           | Marino Lonfernini                                                                |
| 1823 | október    | Francesco Maria Belluzzi                                                   | Filippo Filippi                                                                  |
| 1824 | április    | Lodovico Belluzzi                                                          | Vincenzo Braschi                                                                 |
| 1824 | október    | Luigi Giannini                                                             | Bartolomeo Bartolotti                                                            |
| 1825 | április    | Raffaele Gozi                                                              | Pietro Berti                                                                     |
| 1825 | október    | Camillo Bonelli                                                            | Pier Antonio Damiani                                                             |
| 1826 | április    | Giambattista Onofri                                                        | Marino Berti                                                                     |
| 1826 | október    | Giuliano Malpeli                                                           | Marino Lonfernini                                                                |
| 1827 | április    | Mariano Begni                                                              | Giovanni Malpeli                                                                 |
| 1827 | október    | Lodovico Belluzzi                                                          | Vincenzo Braschi                                                                 |
| 1828 | április    | Francesco Maria Belluzzi                                                   | Francesco Guidi Giangi                                                           |
| 1828 | október    | Luigi Giannini                                                             | Giacomo Antonio Tini                                                             |
| 1829 | április    | Camillo Bonelli                                                            | Pietro Zoli                                                                      |
| 1829 | október    | Giuseppe Mercuri                                                           | Filippo Filippi                                                                  |
| 1830 | április    | Giuliano Malpeli                                                           | Marino Lonfernini                                                                |
| 1830 | október    | Giambattista Onofri                                                        | Pier Antonio Damiani                                                             |
| 1831 | április    | Lodovico Belluzzi                                                          | Biagio Martelli                                                                  |
| 1831 | október    | Francesco Maria Belluzzi                                                   | Pier Matteo Berti                                                                |
| 1832 | április    | Giovanni Benedetto Belluzzi                                                | Bartolomeo Bartolotti                                                            |
| 1832 | október    | Mariano Begni                                                              | Giovanni Malpeli                                                                 |
| 1833 | április    | Giuseppe Mercuri                                                           | Filippo Filippi                                                                  |
| 1833 | október    | Luigi Giannini                                                             | Vincenzo Braschi                                                                 |
| 1834 | április    | Lodovico Belluzzi                                                          | Francesco Guidi Giangi                                                           |
| 1834 | október    | Giuliano Malpeli                                                           | Pietro Tassini                                                                   |
| 1835 | április    | Francesco Maria Belluzzi (died during his term, replaced by Raffaele Gozi) | Pietro Zoli                                                                      |
| 1835 | október    | Giambattista Bonelli                                                       | Bartolomeo Bartolotti                                                            |
| 1836 | április    | Giovanni Benedetto Belluzzi                                                | Pier Antonio Damiani                                                             |
| 1836 | október    | Giuseppe Gozi                                                              | Pier Matteo Berti                                                                |
| 1837 | április    | Filippo Belluzzi                                                           | Filippo Filippi                                                                  |
| 1837 | október    | Giuseppe Mercuri                                                           | Marc' Antonio Tassini                                                            |
| 1838 | április    | Girolamo Gozi                                                              | Francesco Guidi Giangi                                                           |
| 1838 | október    | Mariano Begni                                                              | Domenico Maria Belzoppi                                                          |
| 1839 | április    | Giambattista Bonelli                                                       | Bartolomeo Bartolotti                                                            |
| 1839 | október    | Giuliano Malpeli                                                           | Biagio Martelli                                                                  |
| 1840 | április    | Giovanni Benedetto Belluzzi                                                | Pietro Righi                                                                     |
| 1840 | október    | Raffaele Gozi                                                              | Pietro Zoli                                                                      |
| 1841 | április    | Filippo Belluzzi                                                           | Filippo Filippi                                                                  |
| 1841 | október    | Girolamo Gozi                                                              | Francesco Guidi Giangi                                                           |
| 1842 | április    | Domenico Maria Belzoppi                                                    | Pier Matteo Berti                                                                |
| 1842 | október    | Giuseppe Gozi                                                              | Domenic' Antonio Bartolotti                                                      |
| 1843 | április    | Giuliano Malpeli                                                           | Marino Malpeli                                                                   |
| 1843 | október    | Lodovico Belluzzi                                                          | Biagio Martelli                                                                  |
| 1844 | április    | Giovanni Benedetto Belluzzi                                                | Pietro Righi                                                                     |
| 1844 | október    | Pietro Zoli                                                                | Marino Berti                                                                     |
| 1845 | április    | Giambattista Bonelli                                                       | Francesco Valli                                                                  |
| 1845 | október    | Domenico Maria Belzoppi                                                    | Pier Matteo Berti                                                                |
| 1846 | április    | Filippo Belluzzi                                                           | Filippo Filippi                                                                  |
| 1846 | október    | Francesco Guidi Giangi                                                     | Costanzo Damiani                                                                 |
| 1847 | április    | Girolamo Gozi                                                              | Domenic' Antonio Bartolotti                                                      |
| 1847 | október    | Giuliano Malpeli                                                           | Biagio Martelli                                                                  |
| 1848 | április    | Giuseppe Gozi                                                              | Marino Malpeli                                                                   |
| 1848 | október    | Giovanni Benedetto Belluzzi                                                | Pietro Righi                                                                     |
| 1849 | április    | Domenico Maria Belzoppi                                                    | Pier Matteo Berti                                                                |
| 1849 | október    | Giambattista Braschi                                                       | Marino Lonfernini                                                                |
| 1850 | április    | Vincenzo Angeli                                                            | Costanzo Damiani                                                                 |
| 1850 | október    | Giambattista Bonelli                                                       | Marino Berti                                                                     |
| 1851 | április    | Francesco Guidi Giangi                                                     | Marco Suzzi Valli                                                                |
| 1851 | október    | Domenic' Antonio Bartolotti                                                | Antonio Para                                                                     |
| 1852 | április    | Melchiorre Filippi                                                         | Pietro Righi                                                                     |
| 1852 | október    | Filippo Belluzzi                                                           | Gaetano Simoncini                                                                |
| 1853 | április    | Domenico Maria Belzoppi                                                    | Pier Matteo Berti                                                                |
| 1853 | október    | Giambattista Braschi                                                       | Francesco Valli                                                                  |
| 1854 | április    | Girolamo Gozi                                                              | Pietro Ugolini                                                                   |
| 1854 | október    | Francesco Guidi Giangi                                                     | Pietro Barbieri                                                                  |
| 1855 | április    | Gaetano Belluzzi (represented for most of his term by Filippo Belluzzi)    | Francesco Rossini                                                                |
| 1855 | október    | Giovanni Benedetto Belluzzi                                                | Marino Masi                                                                      |
| 1856 | április    | Giuseppe Filippi                                                           | Pietro Righi                                                                     |
| 1856 | október    | Melchiorre Filippi                                                         | Gaetano Simoncini                                                                |
| 1857 | április    | Innocenzo Bonelli                                                          | Domenico Fattori                                                                 |
| 1857 | október    | Settimio Belluzzi                                                          | Giacomo Berti                                                                    |
| 1858 | április    | Francesco Guidi Giangi                                                     | Marino Malpeli                                                                   |
| 1858 | október    | Filippo Belluzzi                                                           | Pasquale Marcucci                                                                |
| 1859 | április    | Giuliano Belluzzi                                                          | Michele Ceccoli                                                                  |
| 1859 | október    | Palamede Malpeli                                                           | Pier Matteo Berti                                                                |
| 1860 | április    | Giuseppe Filippi                                                           | Pietro Righi                                                                     |
| 1860 | október    | Gaetano Belluzzi                                                           | Costanzo Damiani                                                                 |
| 1861 | április    | Settimio Belluzzi                                                          | Giacomo Berti                                                                    |
| 1861 | október    | Melchiorre Filippi                                                         | Domenico Fattori                                                                 |
| 1862 | április    | Innocenzo Bonelli                                                          | Gaetano Simoncini                                                                |
| 1862 | október    | Francesco Guidi Giangi                                                     | Pietro Tonnini                                                                   |
| 1863 | április    | Giuliano Belluzzi                                                          | Michele Ceccoli                                                                  |
| 1863 | október    | Giuseppe Filippi                                                           | Francesco Casali                                                                 |
| 1864 | április    | Gaetano Belluzzi                                                           | Pietro Righi                                                                     |
| 1864 | október    | Palamede Malpeli                                                           | Pasquale Marcucci                                                                |
| 1865 | április    | Settimio Belluzzi                                                          | Giacomo Berti                                                                    |
| 1865 | október    | Filippo Belluzzi                                                           | Silvestro Masi                                                                   |
| 1866 | április    | Innocenzo Bonelli                                                          | Michele Vita                                                                     |
| 1866 | október    | Melchiorre Filippi                                                         | Domenico Fattori                                                                 |
| 1867 | április    | Giuliano Belluzzi                                                          | Michele Ceccoli                                                                  |
| 1867 | október    | Gaetano Simoncini                                                          | Pietro Righi                                                                     |
| 1868 | április    | Palamede Malpeli                                                           | Giuseppe Vagnini                                                                 |
| 1868 | október    | Pietro Tonnini                                                             | Sante Lonfernini                                                                 |
| 1869 | április    | Filippo Belluzzi                                                           | Francesco Malpeli                                                                |
| 1869 | október    | Settimio Belluzzi                                                          | Giacomo Berti                                                                    |
| 1870 | április    | Innocenzo Bonelli                                                          | Ortollero Grazia                                                                 |
| 1870 | október    | Melchiorre Filippi                                                         | Domenico Fattori                                                                 |
| 1871 | április    | Gaetano Simoncini                                                          | Pietro Ugolini                                                                   |
| 1871 | október    | Palamede Malpeli                                                           | Luigi Pasquali                                                                   |
| 1872 | április    | Giuliano Belluzzi                                                          | Pietro Berti                                                                     |
| 1872 | október    | Federico Gozi                                                              | Francesco Malpeli                                                                |
| 1873 | április    | Settimio Belluzzi                                                          | Francesco Marcucci                                                               |
| 1873 | október    | Giuseppe Filippi                                                           | Marino Fattori                                                                   |
| 1874 | április    | Filippo Belluzzi                                                           | Marino Babboni                                                                   |
| 1874 | október    | Gaetano Simoncini                                                          | Domenico Fattori                                                                 |
| 1875 | április    | Palamede Malpeli                                                           | Luigi Pasquali                                                                   |
| 1875 | október    | Pietro Tonnini                                                             | Giuseppe Giacomini                                                               |
| 1876 | április    | Gaetano Belluzzi                                                           | Sante Lonfernini                                                                 |
| 1876 | október    | Settimio Belluzzi                                                          | Michele Ceccoli                                                                  |
| 1877 | április    | Innocenzo Bonelli                                                          | Andrea Barbieri                                                                  |
| 1877 | október    | Giuliano Belluzzi                                                          | Pietro Ugolini                                                                   |
| 1878 | április    | Domenico Fattori                                                           | Marino Babboni                                                                   |
| 1878 | október    | Camillo Bonelli                                                            | Pietro Berti                                                                     |
| 1879 | április    | Gaetano Simoncini                                                          | Marino Nicolini                                                                  |
| 1879 | október    | Federico Gozi                                                              | Francesco Malpeli                                                                |
| 1880 | április    | Luigi Pasquali                                                             | Giuseppe Giacomini                                                               |
| 1880 | október    | Settimio Belluzzi                                                          | Pasquale Busignani                                                               |
| 1881 | április    | Antonio Belluzzi                                                           | Marino Martelli                                                                  |
| 1881 | október    | Domenico Fattori                                                           | Teodoro Ceccoli                                                                  |
| 1882 | április    | Marino Fattori                                                             | Francesco Marcucci                                                               |
| 1882 | október    | Giuliano Belluzzi                                                          | Michele Ceccoli                                                                  |
| 1883 | április    | Pietro Tonnini                                                             | Sante Lonfernini                                                                 |
| 1883 | október    | Pietro Filippi                                                             | Pietro Berti                                                                     |
| 1884 | április    | Settimio Belluzzi                                                          | Francesco Malpeli                                                                |
| 1884 | október    | Federico Gozi                                                              | Antonio Righi                                                                    |
| 1885 | április    | Luigi Pasquali                                                             | Pasquale Busignani                                                               |
| 1885 | október    | Antonio Michetti                                                           | Marino Nicolini                                                                  |
| 1886 | április    | Domenico Fattori                                                           | Teodoro Ceccoli                                                                  |
| 1886 | október    | Gaetano Simoncini                                                          | Pietro Ugolini                                                                   |
| 1887 | április    | Marino Fattori                                                             | Settimio Lonfernini                                                              |
| 1887 | október    | Pietro Filippi                                                             | Federico Martelli                                                                |
| 1888 | április    | Settimio Belluzzi                                                          | Marino Marcucci                                                                  |
| 1888 | október    | Federico Gozi                                                              | Antonio Righi                                                                    |
| 1889 | április    | Menetto Bonelli                                                            | Marino Babboni                                                                   |
| 1889 | október    | Domenico Fattori                                                           | Marino Nicolini                                                                  |
| 1890 | április    | Pietro Tonnini                                                             | Francesco Marcucci                                                               |
| 1890 | október    | Giuliano Belluzzi                                                          | Pietro Ugolini                                                                   |
| 1891 | április    | Pietro Filippi                                                             | Federico Martelli                                                                |
| 1891 | október    | Antonio Michetti                                                           | Pasquale Busignani                                                               |
| 1892 | április    | Federico Gozi                                                              | Silvestro Vita                                                                   |
| 1892 | október    | Gemino Gozi                                                                | Giacomo Marcucci                                                                 |
| 1893 | április    | Menetto Bonelli                                                            | Marino Babboni                                                                   |
| 1893 | október    | Marino Fattori                                                             | Pietro Francini                                                                  |
| 1894 | április    | Pietro Tonnini (died August 22, replaced by Giuliano Belluzzi)             | Francesco Marcucci                                                               |
| 1894 | október    | Settimio Belluzzi                                                          | Marino Borbiconi                                                                 |
| 1895 | április    | Domenico Fattori                                                           | Antonio Righi                                                                    |
| 1895 | október    | Federico Gozi                                                              | Vincenzo Mularoni                                                                |
| 1896 | április    | Giovanni Bonelli                                                           | Settimio Lonfernini                                                              |
| 1896 | október    | Menetto Bonelli                                                            | Marino Babboni                                                                   |
| 1897 | április    | Luigi Tonnini                                                              | Teodoro Ceccoli                                                                  |
| 1897 | október    | Antonio Belluzzi                                                           | Pasquale Busignani                                                               |
| 1898 | április    | Pietro Filippi                                                             | Onofrio Fattori                                                                  |
| 1898 | október    | Marino Borbiconi                                                           | Francesco Marcucci                                                               |
| 1899 | április    | Gemino Gozi                                                                | Giacomo Marcucci                                                                 |
| 1899 | október    | Federico Gozi                                                              | Silvestro Vita                                                                   |
| 1900 | április    | Domenico Fattori                                                           | Antonio Righi                                                                    |
| 1900 | október    | Giovanni Bonelli                                                           | Pietro Ugolini                                                                   |

## További cikkek
- San Marino
- San Marino régenskapitányainak listája 2001–2100
- San Marino régenskapitányainak listája 1901–2000
- San Marino régenskapitányainak listája 1501–1700
- San Marino régenskapitányainak listája 1243–1500